# Gake no ue no Ponyo
Gake no ue no Ponyo (崖の上のポニョ lit. Ponyo en el acantilado?, conocida en España como Ponyo en el acantilado, y en Hispanoamérica como Ponyo y el secreto de la sirenita) es una película de animación japonesa de 2008 producida por Studio Ghibli, escrita y dirigida por Hayao Miyazaki. Se trata de la octava producción dirigida por Miyazaki con Ghibli y la decimoséptima del estudio. Se basa vagamente en el cuento de hadas La sirenita, de Hans Christian Andersen. La cinta cuenta con las voces originales de Tomoko Yamaguchi, Kazushige Nagashima, Yūki Amami, George Tokoro, Yuria Nara, Hiroki Doi, Rumi Hiiragi, Akiko Yano, Kazuko Yoshiyuki y Tomoko Naraoka.
La historia se centra en una criatura marina similar a un pez dorado llamada Ponyo, quien conoce y entabla amistad con un niño de cinco años, Sōsuke, y desea convertirse en niña.
Gake no ue no Ponyo fue estrenada en los cines japoneses el 19 de julio de 2008, e hizo su debut en el Festival de Cine de Venecia a finales de agosto de 2008, convirtiéndose en una de las favoritas para el León de Oro. En Estados Unidos y Canadá se estrenó el 14 de agosto de 2009, mientras que en el Reino Unido fue estrenada el 12 de febrero de 2010. En España, fue estrenada en los cines el 24 de abril de 2009 mediante la distribuidora eOne Films. El filme recaudó más de USD$ 201 millones a nivel mundial, ganando también varios premios, incluyendo el Premio de la Academia Japonesa a la mejor película de animación del año.

## Argumento
Fujimoto, un hechicero y científico que alguna vez fue humano, vive bajo la superficie marina junto a su hija, Brunilda, y sus numerosas hermanas. Un día, mientras Fujimoto y sus hijas se encuentran en una excursión en su submarino, Brunilda se escabulle de la vista de su padre y se aleja nadando sobre una medusa. Después de haber sido arrastrada por una red de pesca, Brunilda termina atrapada en un frasco de vidrio. El frasco llega a la orilla de un pequeño pueblo pesquero, donde es encontrada y rescatada por un niño de cinco años llamado Sōsuke. El pequeño encuentra difícil sacarla del frasco, por lo que decide romperlo con una roca, accidentalmente cortándose su dedo. Brunilda lame su herida, la cual se cura casi instantáneamente para gran sorpresa de Sōsuke. Sōsuke cree que Brunilda simplemente es un pez y le toma un gran cariño, además de nombrarla "Ponyo" (ポニョ) y prometerle que la protegerá por siempre. Mientras tanto, un desesperado Fujimoto busca frenéticamente a su hija desaparecida. Debido a sus experiencias desagradables del mundo humano, cree que Sōsuke la ha secuestrado y que está en grave peligro, por lo que Fujimoto convoca a espíritus del océano para recuperarla. Después de que los espíritus se llevan a Ponyo, un desconsolado Sōsuke vuelve a casa con su madre, Lisa, quien trata de animarlo.
De vuelta bajo el agua, Ponyo y Fujimoto tienen una discusión, durante la cual Ponyo se niega a dejar que su padre la llame por su nombre de nacimiento. Brunilda expresa sus deseos de ser llamada Ponyo y de convertirse en humana, debido a que quiere estar junto a Sōsuke. Utilizando su magia, Ponyo comienza a convertirse en una humana, un poder que le otorga la sangre humana que ingirió cuando lamió el dedo de Sōsuke. Su alarmado padre la obliga a volver a su verdadera forma con cierta dificultad y procede a convocar a la madre de Ponyo, la diosa Granmamare, por ayuda. A su vez, Ponyo, con la ayuda de sus hermanas, escapa nuevamente de su padre y en el caos utiliza su magia para convertirse completamente en humana. La enorme cantidad de magia que inadvertidamente liberó en el océano causa un desequilibrio en el mundo, resultando en la creación de un enorme tsunami que deja a todos los barcos (incluyendo uno tripulado por el padre de Sōsuke) varados en el mar. Gracias a la ayuda de sus hermanas, Ponyo vuelve a encontrarse con Sōsuke, quien está asombrado y contento de verla. Lisa también se asombra, pero inicialmente cree que Ponyo solo es una niña extraviada. Lisa, Sōsuke y Ponyo esperan a que pase la tormenta en su casa, donde Ponyo felizmente aprende algunas cosas del mundo humano. Preocupada por los residentes del asilo de ancianos donde trabaja, Lisa decide ir a visitarlos y le promete a Sōsuke que regresará lo antes posible.
Granmamare arriba al submarino de Fujimoto. El padre de Sōsuke, Kōichi, quien la ve trasladarse por el océano, la reconoce como la diosa de la misericordia. Fujimoto advierte que la luna parece estar cayendo de su órbita y los satélites también están cayendo como estrellas fugaces, señales del peligroso desequilibrio de la naturaleza. Granmamare declara que si Sōsuke pasa una prueba, Ponyo podrá vivir como una humana y el orden del mundo será restaurado. Fujimoto, todavía preocupado, le recuerda que si Sōsuke falla en la prueba Ponyo se convertirá en espuma de mar. Al día siguiente, Sōsuke y Ponyo despiertan solo para encontrar que la mayor parte del terreno alrededor de la casa ha sido cubierto por el océano. Ya que es imposible que Lisa regrese a casa, los dos niños deciden ir y buscarla por su cuenta. Con su magia, Ponyo convierte el barco de juguete de Sōsuke a uno de tamaño real, el cual les permite navegar por el agua.
En el transcurso del viaje, ven pescados prehistóricos nadando debajo de ellos y se encuentran a varias otras personas siendo evacuadas en botes o barcos. Sin embargo, cuando Ponyo y Sōsuke llegan a la ribera del bosque, una agotada Ponyo sucumbe al sueño, sólo para ser despertada por Sōsuke, quien le suplica encender una segunda vela antes de que la actual se agote. Ponyo trata varias veces de duplicar el tamaño de la vela, pero termina por caer desmayada. Sōsuke entonces se ve obligado a empujar el barco hasta la orilla, donde el barco, privado de la magia de Ponyo, vuelve a su tamaño original. Sōsuke arrastra a Ponyo a la orilla antes de que pueda ahogarse, donde Sōsuke también encuentra el coche abandonado de su madre. Ponyo despierta y los dos deciden continuar con su búsqueda. Ponyo y Sōsuke se dirigen a un túnel, donde Ponyo pierde su forma humana debido al uso excesivo de sus poderes mágicos y vuelve a ser un pez. Mientras tanto, Lisa y los residentes del hogar de ancianos, a quienes temporalmente se les ha concedido el poder de respirar bajo el agua por Granmamare, esperan la llegada de Ponyo y Sōsuke. Sōsuke y Ponyo se encuentran con Fujimoto en la superficie, quien le advierte que el equilibrio de la naturaleza está en peligro y le pide que le devuelva a Ponyo. Sōsuke duda de Fujimoto e intenta huir, pero los dos niños son capturados por los espíritus de Fujimoto y son llevados con los demás.
Allí, Sōsuke se reúne con su madre y conoce a Granmamare, con quien Lisa acababa de tener una larga conversación privada. Granmamare le pregunta a Sōsuke si podría amar a Ponyo tanto como pez y humana. Sōsuke animadamente responde que él "ama a todas las Ponyos". Granmamare entonces le dice a su hija que si decide querer ser humana, tendrá que renunciar a sus poderes mágicos. Ponyo acepta y Granmamare la envuelve en una burbuja que luego entrega a Sōsuke, diciéndole que besar la burbuja completaría el proceso de transformación de Ponyo a humana. De esa manera, el equilibrio de la naturaleza se restaura y los barcos previamente varados vuelven al puerto. Fujimoto respeta la decisión de su hija de convertirse en un ser humano, habiendo decidido que puede confiar el bienestar de Ponyo a Sōsuke. La película termina con Ponyo besando a Sōsuke en el aire, transformándose finalmente en una niña.

## Personajes
- Ponyo (ポニョ?): Originalmente llamada Brunilda, es la hija de Fujimoto y Granmamare. De espíritu vivaz e ingenioso, luego de conocer a Sōsuke desea convertirse en humana y así poder estar con él.

- Sōsuke (宗介?): Un niño de cinco años de edad, hijo de Lisa y Kōichi. Asiste a la Escuela Primaria Himawari ("Himawari" es la palabra japonesa para girasol). Encontró y rescató a Ponyo cuando esta quedó atrapada en un frasco de vidrio e inicialmente creyó que era un pez.

- Lisa (リサ Risa?): Es la joven madre de Sōsuke y esposa de Kōichi. Trabaja como cuidadora de los ancianos en la casa de retiro Himawari, la cual se encuentra anexada junto a la escuela de su hijo.

- Kōichi (宏一?): Es el padre de Sōsuke y esposo de Lisa. Es el capitán de un barco llamado Koganeimaru.

- Granmamare (グランママレ Guranmamare?): Es la esposa de Fujimoto y madre de Ponyo, y sus hermanas. Es la reina del océano y una gran diosa muy hermosa y compasiva. Luego de que la ciudad quedara bajo al agua debido al tsunami, Granmamare habló con Lisa y le confió a Ponyo bajo su cuidado, asegurando así la seguridad y protección de su hija.

- Fujimoto (藤本?): Es el padre de Ponyo y esposo de Granmamare. Es un hechicero con un gran resentimiento hacia los humanos, jactándose de que alguna vez él también fue uno de ellos. Fujimoto es un padre excesivamente protector y xenófobo; cuanto más intenta intervenir, más aleja a su hija de él. Puede ser visto como un antagonista, a pesar de que solo desea lo mejor para Ponyo. Miyazaki consideró que este comportamiento es común entre los padres japoneses de la actualidad.

- Toki (土岐?): Una residente de la casa de retiro Himawari. Usa una silla de ruedas e inicialmente desconfiaba de Ponyo y Fujimoto.

- Yoshie (吉江?): Una residente de la casa de retiro Himawari. Usa una silla de ruedas y tiene una buena relación con Sōsuke.

- Noriko (ノリコ?): Una residente de la casa de retiro Himawari. Usa una silla de ruedas y también tiene una buena relación con Sōsuke.

## Producción

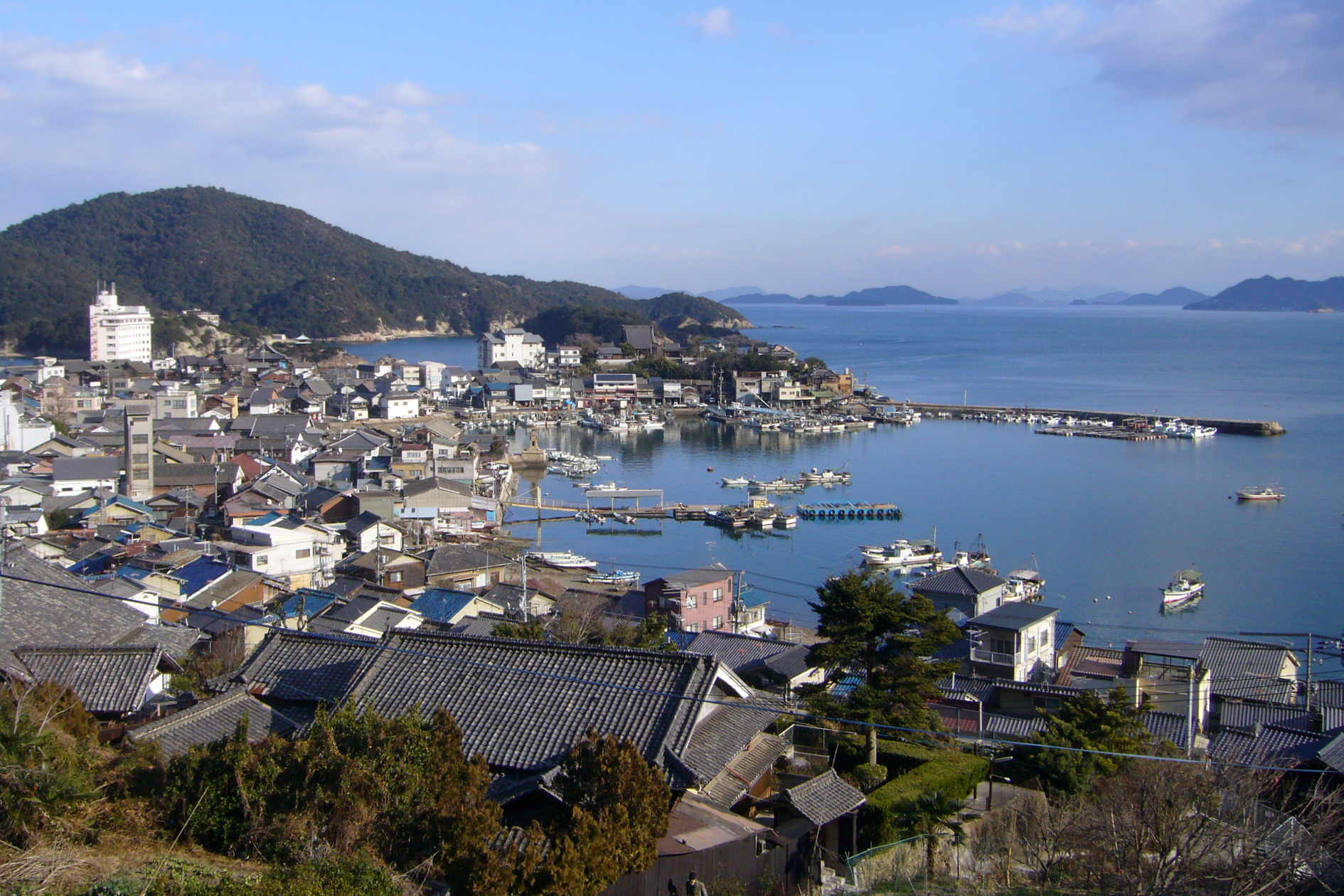
La ciudad pesquera de Tomonoura, sitio que fue usado de inspiración para el filme.

Hayao Miyazaki, director y guionista de la película, ha dicho que su inspiración para el filme fue el cuento La sirenita, de Hans Christian Andersen, pero que al mismo tiempo su inspiración general fue mucho más abstracta que una historia. Junto con el director de animación Katsuya Kondo y el director artístico Noboru Yoshida, Miyazaki ideó un conjunto de objetivos que incluía utilizar animación tradicional en Ponyo, yendo tras las numerosas posibilidades de animación y arte sin tener que preocuparse por las exigencias del programa de producción, mostrando la calidad de la obra de Yoshida, así como también celebrar la inocencia y la alegría del universo de un niño. La producción de Ponyo comenzó en mayo de 2006, mientras que la animación oficial comenzó en octubre de ese año.

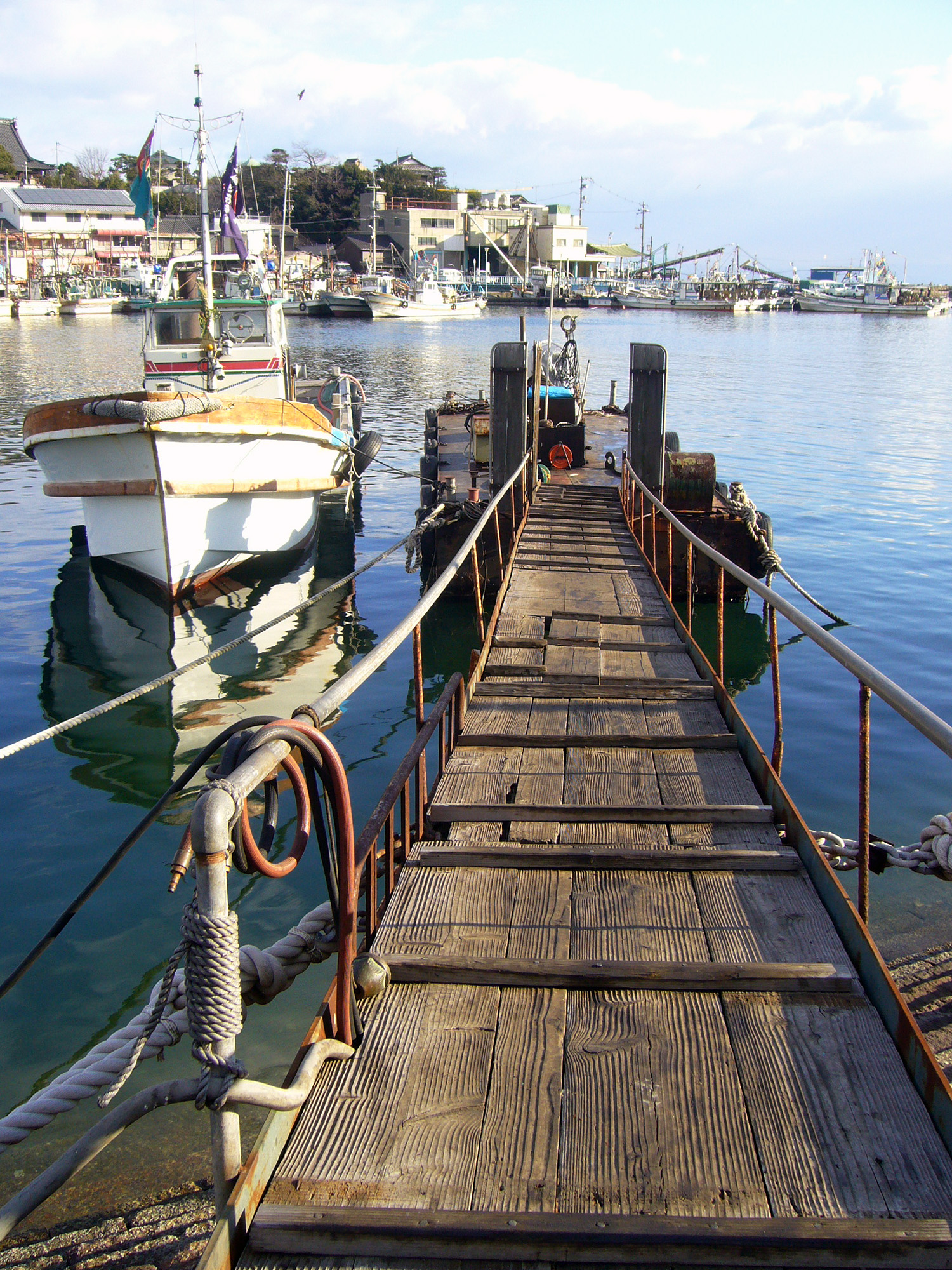
Vista del puerto de Tomonoura.

Miyazaki estuvo fuertemente involucrado con la animación ilustrada a mano en el filme, prefiriendo dibujar el océano y las olas él mismo, disfrutando, también, el experimentar sobre cómo expresar esta importante parte de la película. Los detalles en la animación provocaron que Gake no ue no Ponyo cuente con 170.000 imágenes individuales, superando a cualquier otra película previa de Miyazaki. El nombre de Ponyo es una onomatopeya, basado en la idea de Miyazaki de como suena cuando se toca algo blando y suave.
El pueblo costero donde tiene lugar la película está inspirado en Tomonoura, una ciudad verdadera ubicada en el Parque nacional de Setonaikai, en Japón, donde Miyazaki vivió en 2005. Algunas de las ubicaciones y partes de la historia fueron modificadas de acuerdo a la opera La valquiria, de Richard Wagner. La música también hace referencia a la ópera de Wagner. El personaje de Sōsuke se basa en el hijo de Miyazaki, Gorō, cuando éste tenía cinco años. El nombre de Sōsuke fue tomado del héroe en la novela The Gate, del novelista japonés Natsume Sōseki.
El nombre del barco en el que el padre de Sōsuke trabaja es Koganeimaru, una referencia a la localización de Studio Ghibli en Koganei, Tokio. Maru (丸) es un término común para los nombres de barcos. Miyazaki deseaba que su próxima película fuera una secuela de Ponyo, pero el productor Toshio Suzuki lo convenció de realizar en su lugar Kaze Tachinu (El viento se levanta o Se levanta el viento).

## Voces
| Personaje    | Seiyū               | Actores de voz    | Actores de voz    | Actores de voz   | Actores de voz  |
| ------------ | ------------------- | ----------------- | ----------------- | ---------------- | --------------- |
| Ponyo        | Yuria Nara          | Ana Esther Alborg | Lucila Gómez      | Patricia Acevedo | Noah Cyrus      |
| Sōsuke       | Hiroki Doi          | Pilar Martín      | Sol Nieto         | Alan García      | Frankie Jonas   |
| Fujimoto     | Jōji Tokoro         | Alfonso Laguna    | Marcelo Armand    | Valentino Lanús  | Liam Neeson     |
| Yoshie       | Tomoko Naraoka      | Selica Torcal     | Livia Fernán      | Silvia Pinal     | Betty White     |
| Toki         | Kazuko Yoshiyuki    | Pilar Gentil      | Loló Muñoz        | Leticia Calderón | Lily Tomlin     |
| Grandmammare | Yūki Amami          | Licia Alonso      | Valeria Gómez     | Nailea Norvind   | Cate Blanchett  |
| Lisa         | Tomoko Yamaguchi    | Mercedes Cepeda   | Luciana Falcón    | Cecilia Gabriela | Tina Fey        |
| Noriko       | Akiko Takeguchi     | María Romero      | Silvia Aira       | Itatí Cantoral   | Marsha Clark    |
| Kōichi       | Kazushige Nagashima | Óscar Castellanos | Diego Brizzi      | David Bisbal     | Matt Damon      |
| Kayo         | Tokie Hidari        | Celia Ballester   | Mirna Fonseca     | Ludwika Paleta   | Cloris Leachman |
| Kumiko       | Emi Hiraoka         | Miriam Valencia   | Natalia Rosminati | Cecilia Suárez   | Jenessa Rose    |

## Distribución
Gake no ue no Ponyo ha sido, hasta el momento, la película que ha obtenido tanto mayor distribución como rápida difusión, dentro de la filmografía de Studio Ghibli. En países de habla anglófona, como Estados Unidos, Australia o Canadá, se estrenó en agosto del 2009 y con sólo un año de diferencia respecto al estreno original japonés, que fue en julio de 2008. De hecho, ha sido la película de Studio Ghibli estrenada en mayor número de salas (en total 927 en todo Estados Unidos, a diferencia de El viaje de Chihiro, Howl no Ugoku Shiro o La princesa Mononoke, que fueron estrenadas en 26, 36 y 38 salas de cines, respectivamente). El doblaje al inglés contó con la participación de importantes actores del celuloide como Liam Neeson y Cate Blanchett.
En Europa se estrenó durante el año 2009. En países francófonos, como Francia o Bélgica, al igual que en España e Italia, se estrenó en el primer trimestre del año 2009. Concretamente, en España se estrenó durante el mes de abril de ese año. Durante el verano, Gake no ue no Ponyo fue estrenada en países como Portugal, Países Bajos y Noruega, causando un gran éxito. En países como Suiza, Finlandia y Dinamarca la película se estrenó en el último trimestre del 2009. Mientras tanto, en el Reino Unido y Alemania la película se estrenó en el año 2010.
Por su parte, en Iberoamérica la película se estrenó a mediados de 2009, como en Argentina y Brasil, o en el último trimestre de 2009, como en México o Colombia. Mientras que en Chile y Perú se estrenó en el año 2010.
La cinta fue preseleccionada para el premio a mejor película de habla no inglesa en los Premios Óscar del año 2009, si bien no consiguió el apoyo suficiente para dicha nominación.